# Okole
Okole (po roce 1945 krátce nazývaný Ogule, německy Hogolie) je nejvyšším vrcholem (718 m n. m.) Severního hřebene Kačavských hor v polském Dolnoslezském vojvodství.

## Geografie
Okole, jež přináleží ke katastru obce Chrośnica v gmině Jeżów Sudecki v okrese Krkonoše, tvoří spolu se severozápadněji položeným vrcholem Leśniakem rozlehlý masív. Údolí potoka Lipka (polsky též Chrośnicki Potok) odděluje tento severní hřeben od Jižního hřebene Kačavských hor. Oba uvedené hřebeny jsou orientovány od severozápadu k jihovýchodu. Nejbližšími zhruba 1 km vzdálenými obcemi jsou Chrośnica na jihozápadě a Lubiechowa (gmina Świerzawa v okrese Złotoryja) na severovýchodě. Na severovýchodních svazích Okole pramení potok Młynka, levostranný přítok Kačavy.

## Geologická a mineralogická charakteristika
Masív Okole a Leśniaku představuje odkrytý profil metamorfovaných hornin kačavského pásma z období spodního paleozoika. Podél vrcholových partií hřebene se vyskytují skalní útvary, tvořené zelenými břidlicemi a dalšími vulkanickými horninami. Skály na vrcholu Okole tvoří masívní, strmě ukloněné zelené břidlice se zrny světlých živců. Zmíněné břidlice vznikly v důsledku metamorfních procesů, jimiž během variské orogeneze prošly původní bazalty z podmořských lávových výlevů. Z minerálů se zde vyskytují epidot, chlority a albit, dále pak amfiboly, biotit, sericit, kalcit, oxidy železa a pyrit.

## Dostupnost

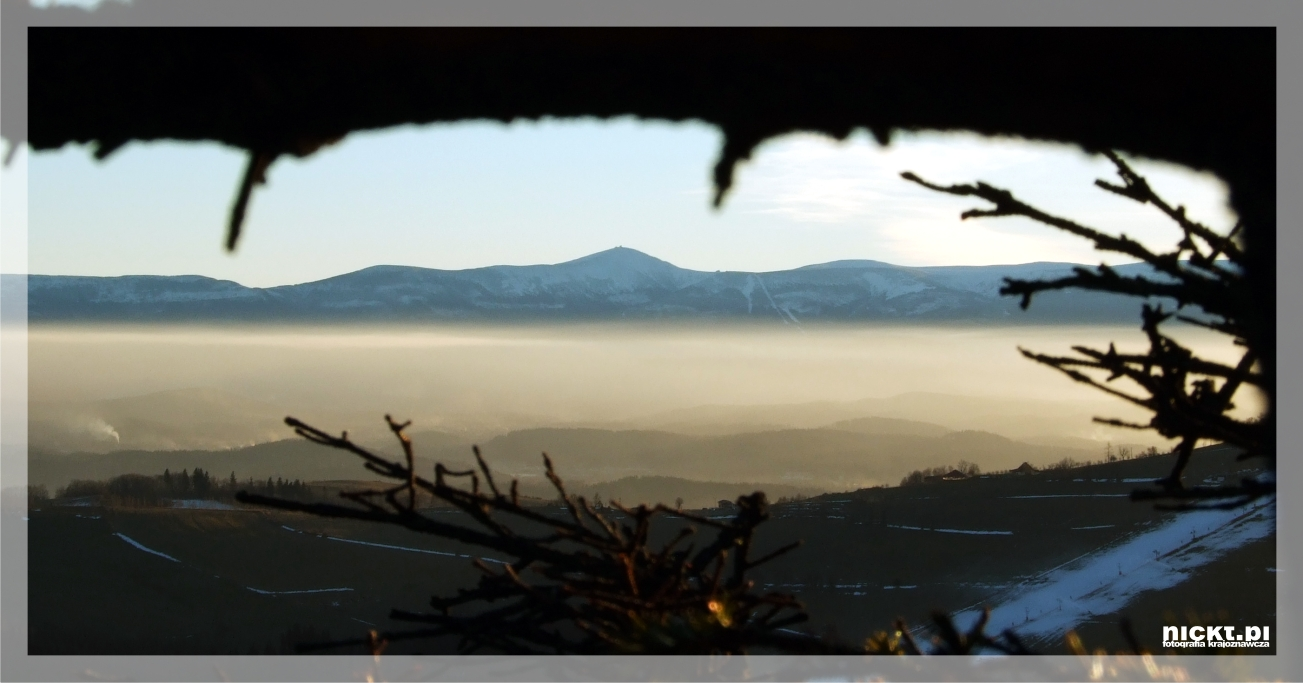
Hřeben Krkonoš se Sněžkou z vyhlídky na vrcholu Okole

Na vrchol Okole vede několik značených turistických cest. Z jižního okraje obce Lubiechowa je po žluté a červené značce cesta dlouhá cca 2,5 km. Od jihu vede přes sedlo mezi kótami Gackowa (549 m n. m.) a Świerki (561 m n. m.) na východě a masívem Okole na západě modře značená turistická cesta. Modrá značka poté pokračuje přes Leśniak do Chrośnice.
Okole s jeho vrcholem je jedním ze zastavení na mezinárodní česko - polské naučné stezce Geotrasa sudetská.
Ze skalnatého vrcholu, na který vedou kovové schody, je široký rozhled na Jižní hřeben Kačavských hor, dále na Krkonoše s 28 km vzdáleným vrcholem Sněžky, na Janovické rudohoří a Sokolí vrchy, v případě velmi dobré viditelnosti lze zahlédnout na východě i Valbřišské hory.